# 三国橋 (渡良瀬川)
三国橋（みくにばし）は、渡良瀬川にかかる橋である。埼玉県加須市向古河から茨城県古河市桜町を結ぶ。通過している路線は、国道354号と栃木・群馬・埼玉・茨城県道9号佐野古河線である。

## 概要

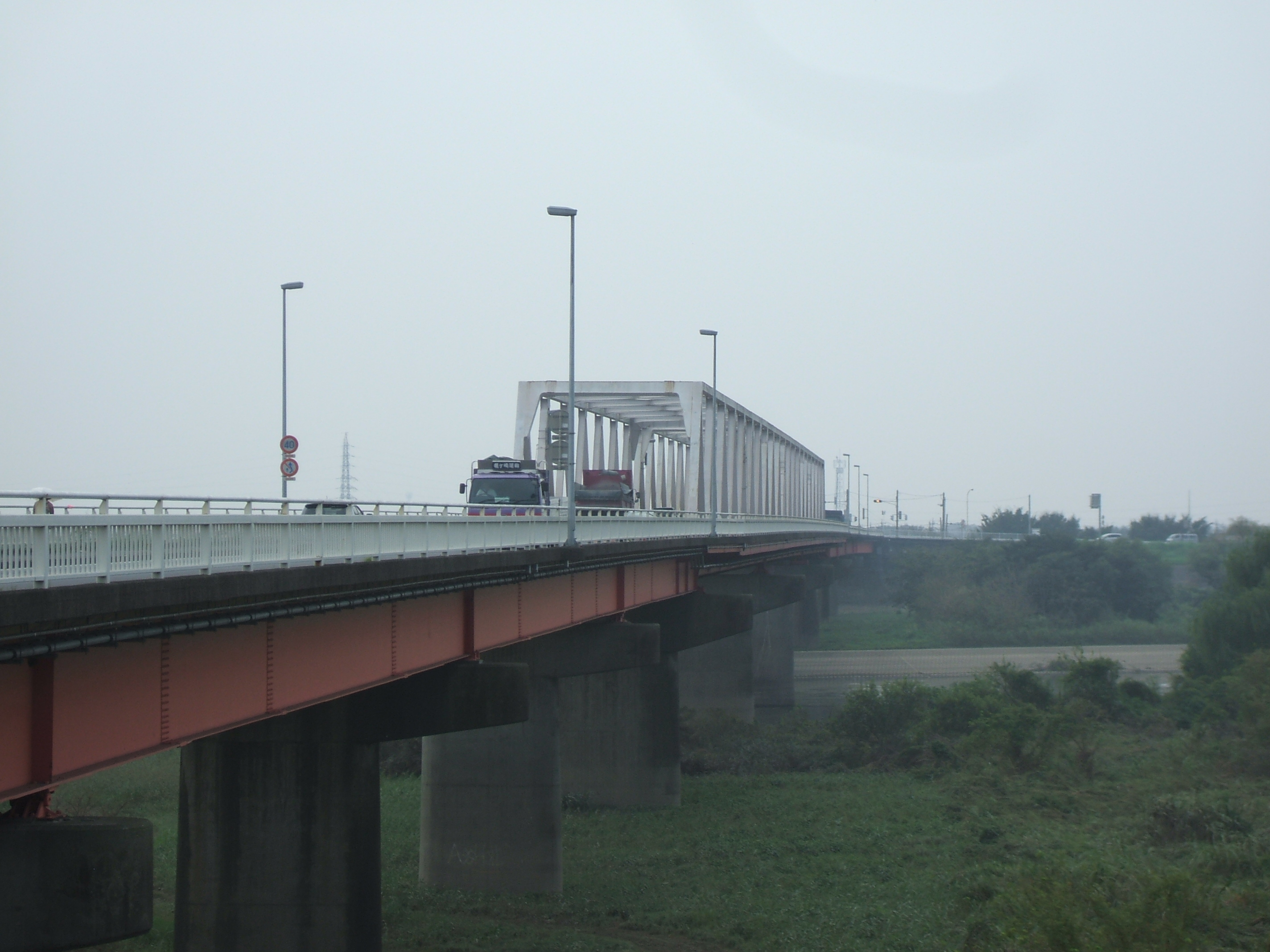
三国橋（手前が茨城県古河市、奥のほうが埼玉県加須市）

国道354号が渡良瀬川を跨ぐ地点に架かっている。慢性的な交通渋滞緩和のために、下流に国道354号バイパスとして新三国橋が建設された。
なお古くから、思川が合流するこの地点は古河の渡しと呼ばれた渡良瀬川の渡河点であり、下総国・上野国・武蔵国を連絡していた。『万葉集』には3首が詠われている。
初代の橋は現在の橋よりも上流の渡良瀬川と思川の合流地点付近（現在は茨城・栃木・埼玉の県境が交差する地点）に架けられた船橋（せんきょう）であった。下総国（茨城県）、下野国（栃木県）、武蔵国（埼玉県）の三国を跨ぐことから、三国橋と命名された。
その後1931年（昭和6年）7月7日に3代目となる橋が永久橋として架けられ、その橋の老朽化に伴い1968年（昭和43年）11月11日に4代目となる現在の橋が架設された。4代目橋の供用当時、道路の路線名としては、県道佐野古河線・古河羽生線・北大桑古河線の各路線が重用する橋としている。三国橋の管理者は茨城県知事で、協議により管理費は埼玉・茨城両県で折半としている。

## 構造
下路式平行弦ワーレントラス、11スパン（鋼桁4連＋トラス3連＋鋼桁4連）長さ547メートル、幅員11メートル（車道7メートル、歩道2メートル×2）

## 風景

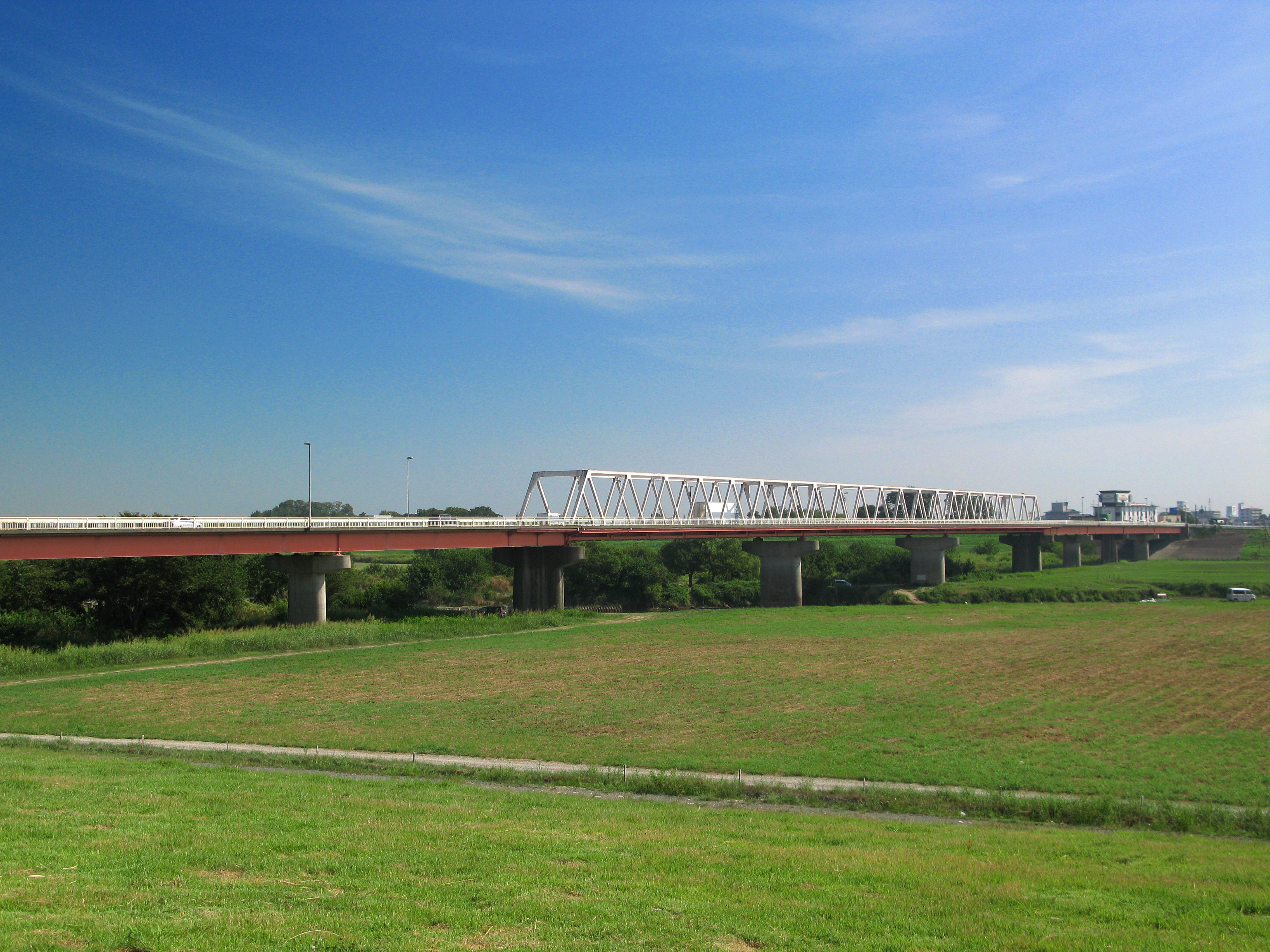
右岸下流側より
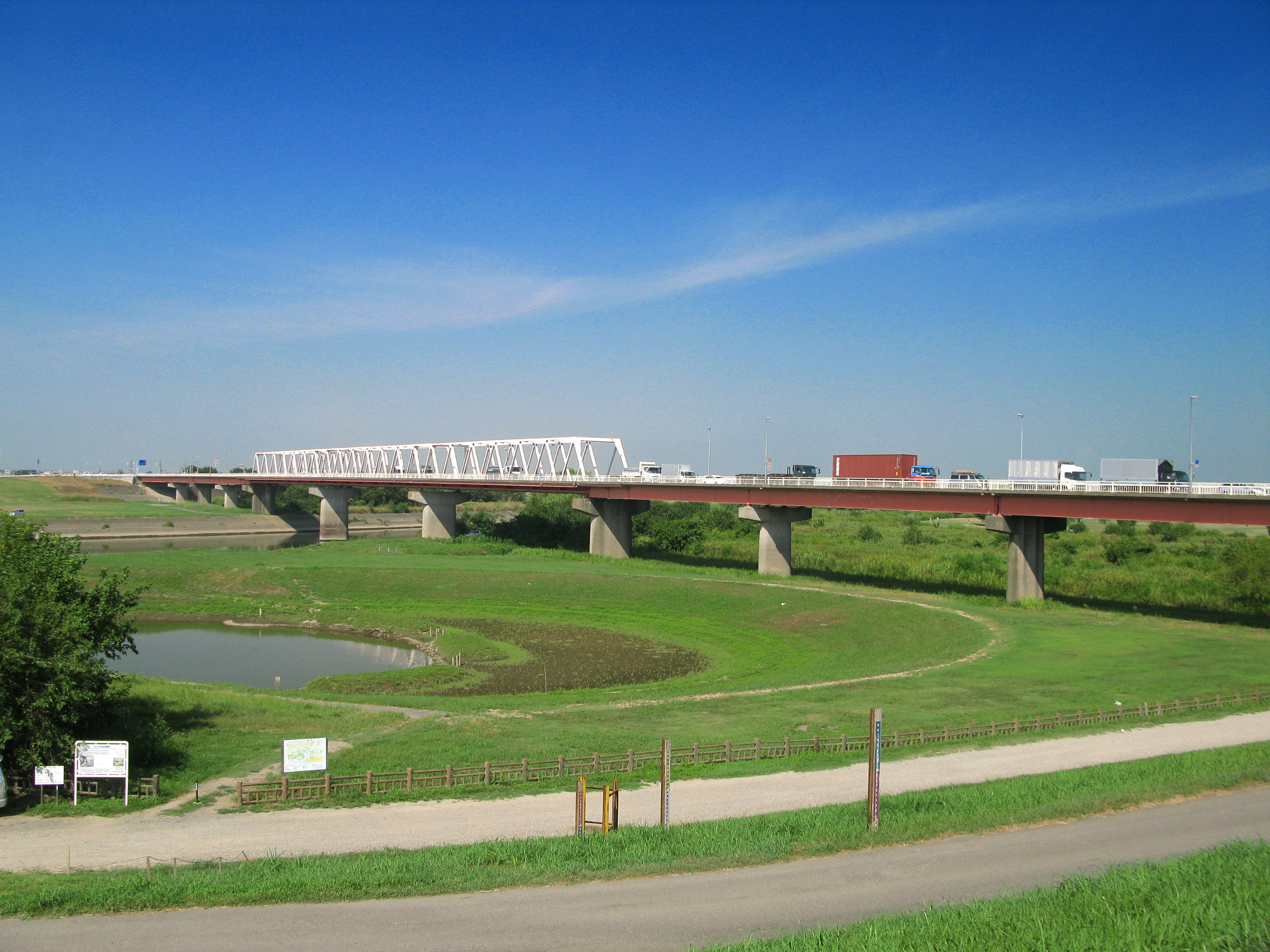
左岸下流側より

## 隣の橋
- 渡良瀬川
新赤麻橋 - 野渡橋 - 三国橋 - 新三国橋 - 利根川に合流

## 関連文献
- 「向古河村 古河渡跡」『新編武蔵風土記稿』 巻ノ212埼玉郡ノ14、内務省地理局、1884年6月。NDLJP:764009/26。